# 富士見坂 (藤沢市)

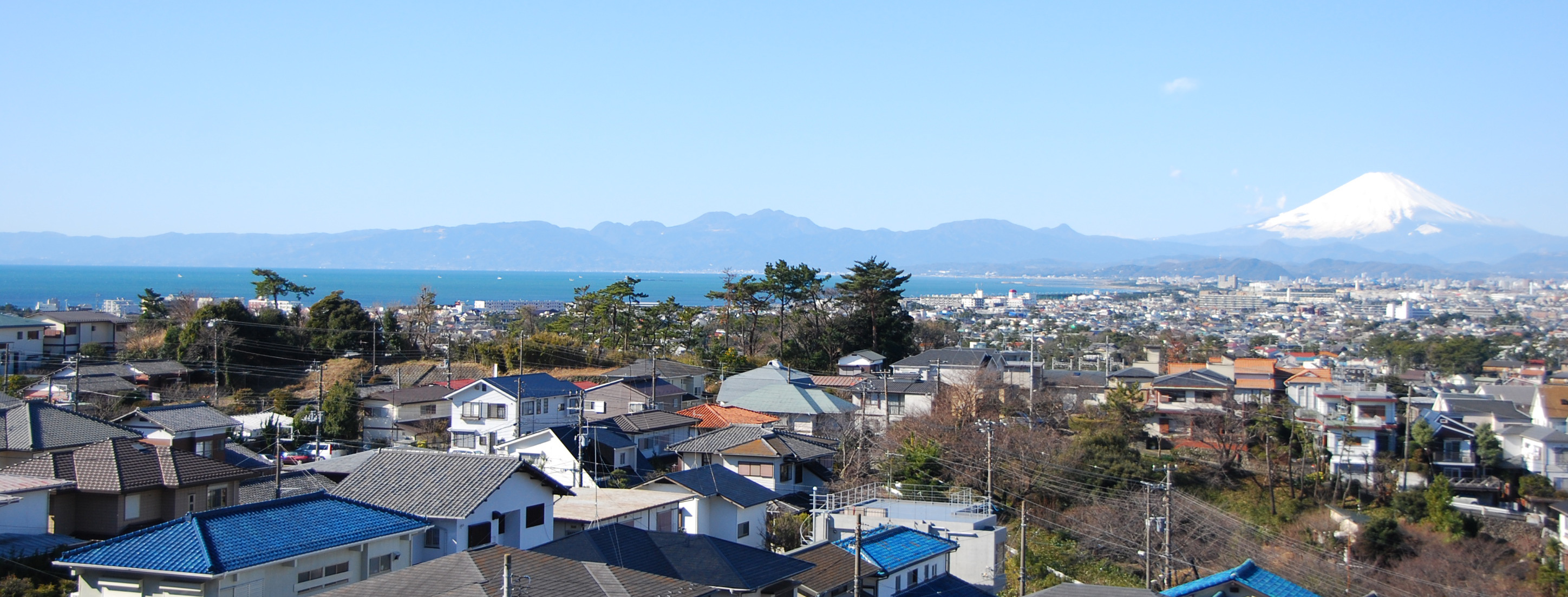
藤沢市片瀬山富士見坂の正面には富士山、その左は相模湾、箱根と伊豆半島の山々を望む

藤沢市の富士見坂（ふじさわしのふじみさか、またはふじみざか）は、神奈川県藤沢市片瀬山5丁目にある石畳の坂で、神奈川県の西半分の藤沢市から小田原市を眼下に見下ろし、遠くは正面に富士山・箱根山を見て、その左は伊豆半島を天城山まで望み、右には丹沢山地を見て、さらに相模湾も見下ろす全国有数の景勝地である。

## 概要
片瀬山は三浦半島北部から続く「三浦層群池子層」の岩山で、江の島から南の陸地を見ると、そこに南北に横たわる龍（五頭竜）のように見えて、南端の「龍ノ口」には日蓮宗の名刹・龍口寺がある土地柄である。最近まで灌木が茂る森山で、江の島・片瀬などの地元民が間伐して炭にするような所であったが、昭和初期には「竜口園」という遊園地になったり、第二次世界大戦後はゴルフ場となったりしたが、その後三井不動産により住宅地として開発された。
片瀬山の富士見坂は、片瀬山4丁目の「西公園」付近から5丁目の「南公園」付近へ降りる石畳の坂を指し、さらに下の平地からは約35メートルの崖の高台にあるので、眼下には「江の島道」と境川（往時の相模国・武蔵国の境）から大磯を経て小田原までの神奈川県の西半分を見下ろし、晴れた日には遠くの正面に富士山を望み、その左に伊豆半島の天城山を望み、右には丹沢山塊も見えて、さらに相模湾も見渡す全国有数の景勝地である。春は桜の花が咲いて、秋には桜の葉の紅葉がきれいである。
富士見坂の土手の草刈りは藤沢市が毎年行なっているが、地元の「石畳と桜を愛でる会」も協力している。

## 四季の写真アルバム

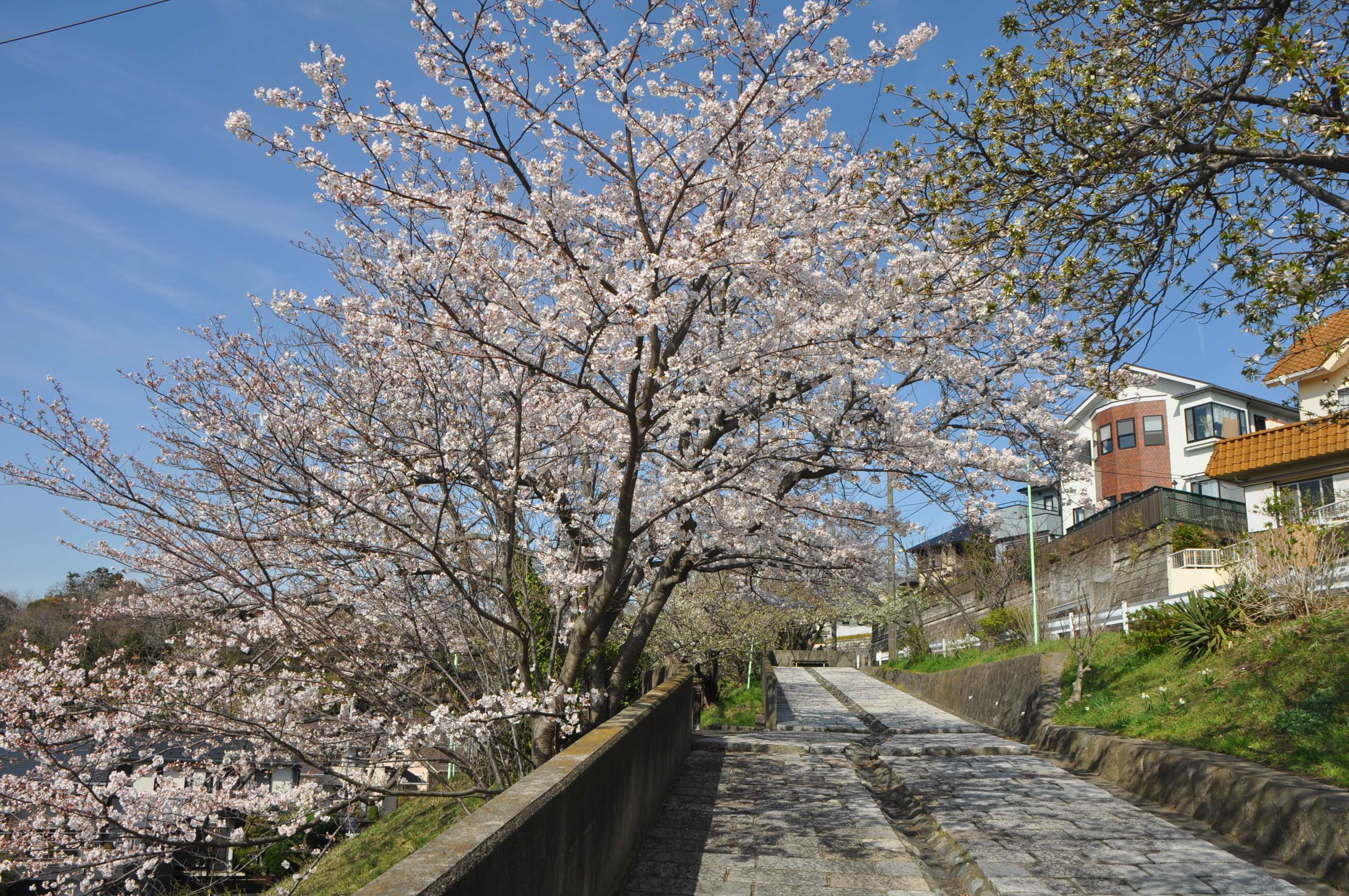
春：桜のころの富士見坂（石畳の道）
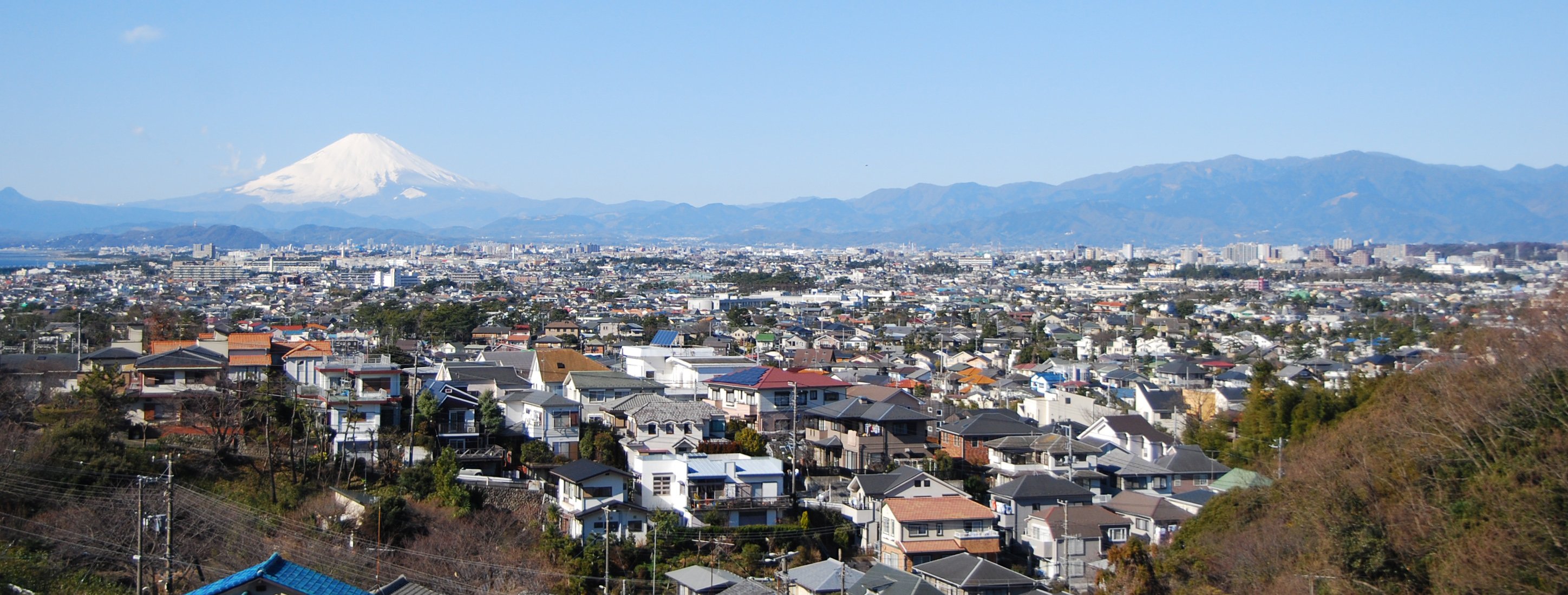
眼下に神奈川県の西半分（藤沢市から小田原市）と、富士山の右には丹沢山地を望む
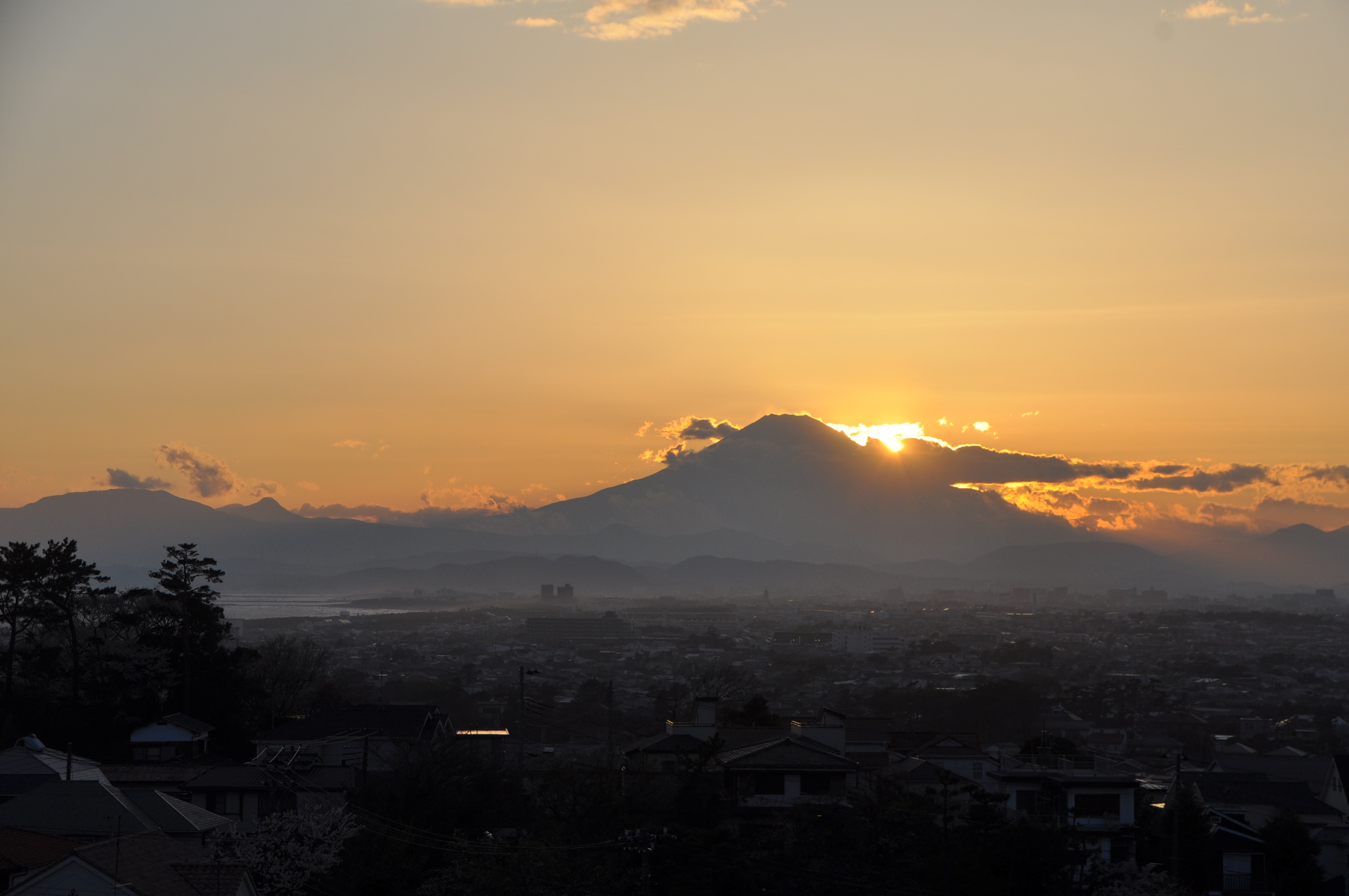
夕暮れの富士山を望む
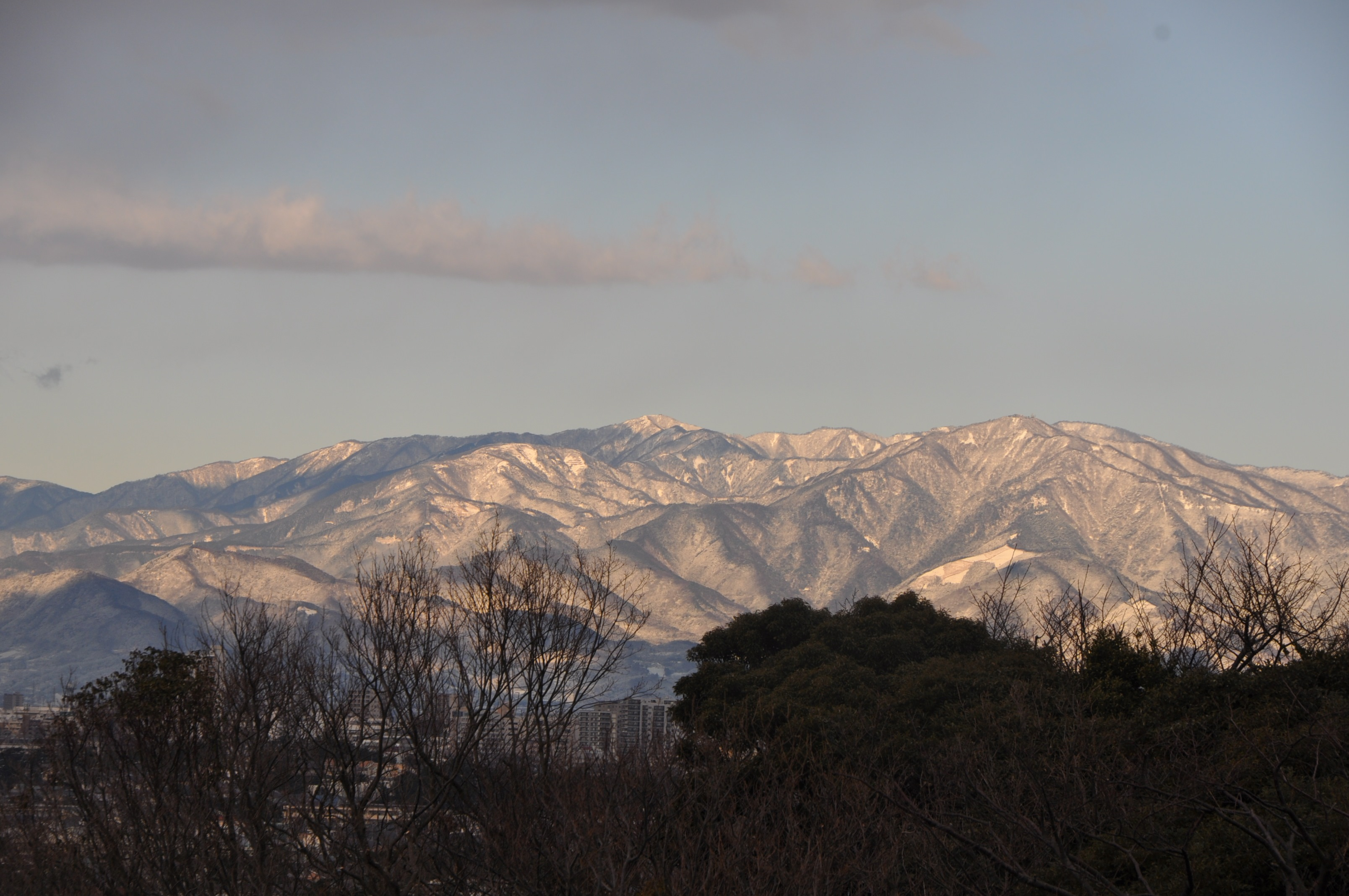
冬：雪の丹沢山地（一番高く見えるのが大山）を眺める

## 交通
富士見坂は、湘南モノレールの片瀬山駅から徒歩10分、またはJR東海道線・小田急江ノ島線藤沢駅からの江ノ電バス片瀬山循環線で「片瀬中学バス停」または「片瀬山バス停」から徒歩5分。道路では、国道467号（片瀬山入口から東へ大坂を上る）。富士見坂付近に駐車場はないが、片瀬山全体は広い、整備された道路である。

## 付近の散歩道
- 新林公園
- 片瀬山公園
- 片瀬山東公園、西公園、南公園、北公園、海洋公園、片瀬山憩いの森